# Hans Chiari

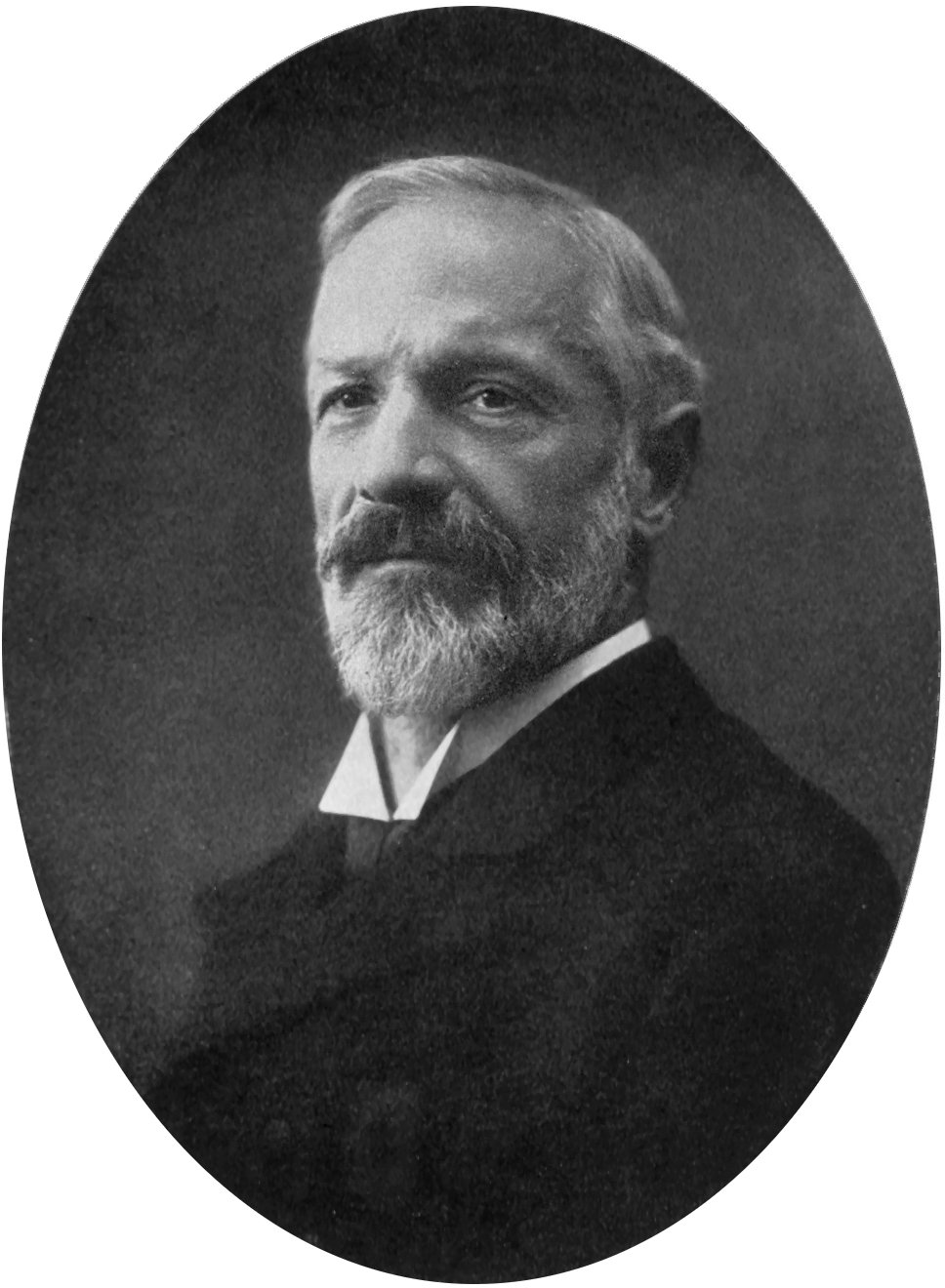
Hans Chiari

Hans Chiari (* 4. September 1851 in Wien; † 6. Mai 1916 in Straßburg) war ein österreichischer Pathologe und Hochschullehrer.

## Leben
Der Sohn des Wiener Gynäkologen Johann Baptist Chiari aus der ursprünglich italienischen Familie Chiari besuchte das Schottengymnasium. Nach der Matura studierte er Medizin an der Universität Wien. 1874/75 war er Assistent bei Carl von Rokitansky, dem Begründer der modernen Pathologie, in Wien, wo er am 29. Januar 1875 zum Doktor der gesamten Heilkunde promoviert wurde. Anschließend bis 1879 bei Richard Ladislaus Heschl habilitierte er sich 1878 in pathologischer Anatomie.
Vier Jahre später wurde er Extraordinarius an der ausgegliederten deutschen Karl-Ferdinands-Universität. Im folgenden Jahr wurde er zum Lehrstuhlinhaber und Leiter des pathologisch-anatomischen Museums in Prag ernannt. 1900/01 war er Rektor der Karl-Ferdinands-Universität. 1904 war er Vorsitzender der Gesellschaft Deutscher Naturforscher und Ärzte.
1906 folgte er dem Ruf der Kaiser-Wilhelms-Universität Straßburg auf ihren Lehrstuhl für Pathologische Anatomie. 1914/15 war er auch ihr Rektor.
Hans Chiari heiratete 1878 Emilia Antonia Paulina Anna Schrötter von Kristelli (1854–1886) und hatte aus dieser Ehe Nachkommen, darunter Hermann Chiari (1897–1969), der als Pathologe wirkte. Im 65. Lebensjahr starb er in Straßburg.

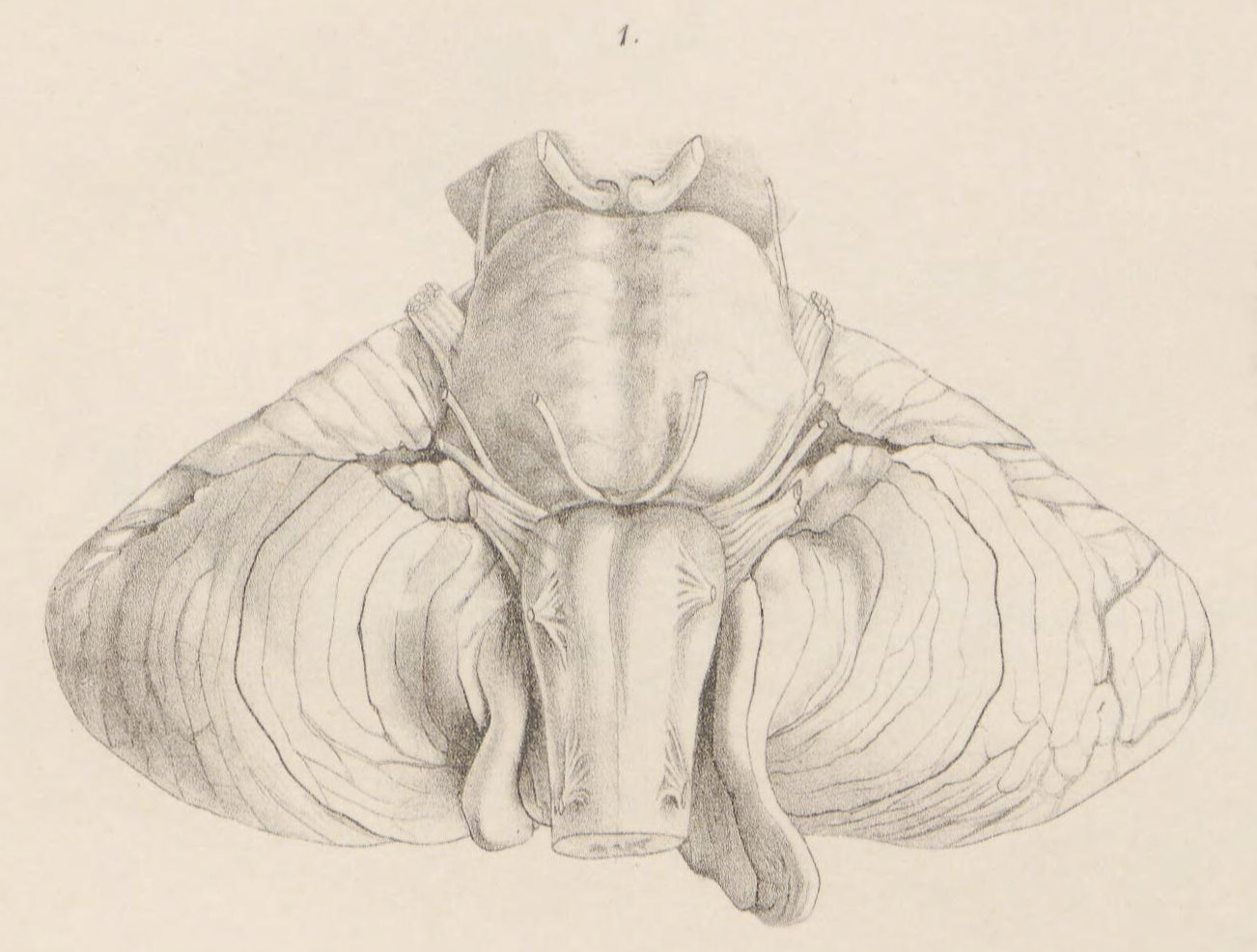
Illustration aus Über Veränderungen des Kleinhirns, der Pons und der Medulla oblongata, infolge von congenitaler Hydrocephalie des Grosshirns. veröffentlicht in den Denkschriften der Akademie der Wissenschaften in Wien

Nach ihm benannt sind das Budd-Chiari-Syndrom und die Chiari-Malformation. Mit seiner 1896 publizierten Erklärung häufig beobachteter Pankreaszysten als Resthöhlen nach „partieller vitaler Autodigestion“ gilt Chiari als Begründer der Lehre von der „tryptischen Selbstverdauung“ der Bauchspeicheldrüse.

## Veröffentlichungen
- Über einen Fall von Luftansammlung in den Ventrikeln des menschlichen Gehirns. In: Zeitschrift für Heilkunde. Band 5, 1884, S. 383 ff.
- Ueber Veränderungen des Kleinhirns infolge von Hydrocephalie des Grosshirns. In: Deutsche Medizinische Wochenschrift. Band 17, 1891, Nr. 42, S. 1172–1175. Online bei Internet Archive
- Über Veränderungen des Kleinhirns, des Pons und der Medulla oblongata in Folge von Hydrocephalie des Großhirns. Tempsky, Wien/Prag 1891.
- Über Selbstverdauung des menschlichen Pankreas. In: Zeitschrift für Heilkunde. Band 17, 1896, S. 69 ff.
- Erfahrungen über Infarktbildungen in der Leber des Menschen. In: Zeitschrift für Heilkunde. Band 19, 1898, S. 475–512. Online bei Internet Archive
- Die Pathologische Anatomie im 19. Jahrhundert und ihr Einfluss auf die äussere Medizin. Jena 1900.
- Beiträge zu Albert Eulenburgs Real-Encyclopädie der gesammten Heilkunde. Erste Auflage.
  - Band 9 (1881) (Digitalisat), S. 50–51: Mikrogyrie
  - Band 10 (1882) (Digitalisat), S. 644–646: Pigmentmetamorphose
  - Band 11 (1882) (Digitalisat), S. 27: Porencephalie
  - Band 12 (1882) (Digitalisat), S. 181–182: Schleimmetamorphose